# Meridià 30 a l'oest
El meridià 30 a l'oest de Greenwich és una línia de longitud que s'estén des del pol Nord travessant l'oceà Àrtic, Groenlàndia, l'oceà Atlàntic, l'oceà Antàrtic, i l'Antàrtida fins al pol Sud.
El meridià 30 a l'oest forma un cercle màxim amb el meridià 150 a l'est. Com tots els altres meridians, la seva longitud correspon a una semicircumferència terrestre, uns 20.003,932 km. Al nivell de l'Equador, és a una distància del meridià de Greenwich de 3.340 km. És el meridià de referència de la zona horària UTC−02:00.

## De Pol a Pol
Començant en el pol Nord i dirigint-se cap al pol Sud, aquest meridià travessa:
| Coordenades                             | País, territori o mar            | Notes                                                                                              |
| --------------------------------------- | -------------------------------- | -------------------------------------------------------------------------------------------------- |
| 90° 0′ N, 30° 0′ O / 90.000°N,30.000°O  | Oceà Àrtic                       | |
| 83° 35′ N, 30° 0′ O / 83.583°N,30.000°O | Groenlàndia                      | Terra de Peary septentrional                                                                       |
| 83° 10′ N, 30° 0′ O / 83.167°N,30.000°O | Fiord Frederick E. Hyde          | |
| 83° 8′ N, 30° 0′ O / 83.133°N,30.000°O  | Groenlàndia                      | Terra de Peary meridional                                                                          |
| 82° 10′ N, 30° 0′ O / 82.167°N,30.000°O | Fiord Independence (Groenlàndia) | |
| 81° 55′ N, 30° 0′ O / 81.917°N,30.000°O | Groenlàndia                      | Continent i illa Sonkongen                                                                         |
| 68° 10′ N, 30° 0′ O / 68.167°N,30.000°O | Oceà Atlàntic                    | |
| 60° 0′ S, 30° 0′ O / 60.000°S,30.000°O  | Oceà Antàrtic                    | |
| 76° 35′ S, 30° 0′ O / 76.583°S,30.000°O | Antàrtida                        | Antàrtida Argentina, reclamat per Argentina · Territori Antàrtic Britànic, reclamat per Regne Unit |